# Onocephala lineola
Onocephala lineola är en skalbaggsart som beskrevs av Dillon 1946. Onocephala lineola ingår i släktet Onocephala och familjen långhorningar. Inga underarter finns listade i Catalogue of Life.